# Josip Drmić
 (mai 2021).
Josip Drmić, né le 8 août 1992 à Lachen, est un footballeur international suisse d'origine croate jouant au poste d'attaquant au Dinamo Zagreb.

## Biographie

### En club

#### FC Zurich (2010-2013)
Drmić rejoint le FC Zurich en 2005 et il fait ses débuts avec son club lors d'un match contre Neuchâtel Xamax le 6 février 2010. Il marque son premier but contre Lucerne le 4 février 2012.

#### FC Nuremberg (2013-2014)
En juillet 2013, Drmic signe son premier contrat à l'étranger et rejoint le club allemand du 1. FC Nuremberg. Le joueur helvétique s'acclimate bien au jeu allemand et se retrouve pour la première fois de sa carrière dans le top 11 lors de la 19e journée de championnat.
Drmic s'impose comme joueur clé au sein de son club et inscrit 17 buts pour sa première saison en Bundesliga. Ainsi, il se retrouve dans le top 3 des buteurs du championnat d'Allemagne derrière Mario Mandžukić (18 buts) et Robert Lewandowski (20 buts).
Malgré la bonne saison de Drmic, le club de Nuremberg est relégué en 2e Bundesliga.

#### Bayer Leverkusen (2014-2015)
Après une grosse saison avec Nuremberg, Drmić rejoint le Bayer Leverkusen pour un contrat de cinq ans,.
La concurrence au sein du club de Leverkusen se révèle plus importante et Drmić commence la saison 2014-2015 en tant que remplaçant. Le joueur allemand Stefan Kießling, présent au sein du club allemand depuis 2006, est préféré à Drmić.
Néanmoins, Drmic finit par obtenir une chance de se mettre en évidence face au VfL Wolfsburg lors de la 4e journée de Bundesliga en étant pour la première fois titulaire. Il saisit cette occasion en inscrivant son premier but de la saison, bien que son équipe - réduite à 10 dès la 7e minute - finisse par s'incliner.

#### Borussia Mönchengladbach (2015-2019)
N'étant que simple remplaçant au Bayer Leverkusen malgré des statistiques honorables de 6 buts en 38 matchs, Drmić rejoint le Borussia M'gladbach où il évolue sous les ordres de son compatriote Lucien Favre,.
Il marque son premier but sous ses nouvelles couleurs le 28 novembre 2015, lors d'un match de Bundesliga face à Hoffenheim (match nul 3-3).

##### Prêt au Hambourg SV (2016)
Le 31 janvier 2016, il est prêté jusqu'à la fin de la saison à Hambourg SV.

#### Départ en Angleterre à Norwich City (2019-2022)
En 2019, il signe un contrat de 3 ans à Norwich City, il découvre ainsi un 3ème championnat, celui d'Angleterre.
En octobre 2019, il marque son 1er et unique but de la partie de son équipe lors de la défaite 1-5 à domicile contre Aston Villa.
Fin janvier 2020, il contribue à la qualification de Norwich pour les 8es de finale de la Coupe d'Angleterre. Josip a marqué le deuxième but de son équipe, lors du match Norwich City vs Burnley FC, qui a gagné 2-1 à Burnley.

##### Prêt au HNK Rijeka (2021-2022)
Le 5 février 2021, il est prêté au HNK Rijeka. En juillet 2022, son prêt est prolongé de 1 an par Norwich City.

#### Dinamo Zagreb (2022-2024)
En 2022, il quitte son club de Norwich et donc le HNK Rijeka et signe au Dinamo Zagreb, le champion en titre,.
En août 2022, grâce notamment à un but de Josip, le Dinamo Zagreb s’est qualifié pour les barrages de la Ligue des champions.
Quelques semaines plus tard, toujours en août 2022, ils jouent la phase de groupes de la Ligue des champions. Josip a joué un rôle important dans la qualification de son club grâce à la victoire 4-1 après prolongation en barrage retour face aux Norvégiens de Bodo-Glimt (0-1 à l'aller).
Il quitte le clubet se retrouve au chômage depuis juillet 2024.

### En équipe nationale

#### Avec l'équipe suisse olympique (2012)
Il est sélectionné parmi l'équipe de Suisse des Jeux olympiques de 2012 à Londres.

#### Avec la Nati
Drmić reçoit sa première sélection en équipe de Suisse le 11 septembre 2012, lors d'un match face à l'équipe d'Albanie (match comptant pour les éliminatoires de la Coupe du monde 2014). Il marque ses premiers buts avec la Nati face à la Croatie, pays d'origine de Drmić.
Il fait partie du groupe suisse allant à la Coupe du monde au Brésil. Le joueur helvétique ne marque pas durant cette compétition mais se révèle important dans le jeu suisse et son entente avec Xherdan Shaqiri est mis en évidence lors du match face au Honduras. En effet, il délivre deux passes décisives à son compatriote durant ce match à enjeu.
Le 15 mars 2016, après s'être blessé lors d'un match avec Hambourg contre Leverkusen, il déclare forfait pour l'Euro 2016. À la suite de cette blessure, Drmic a déclaré : « Vous pensez sûrement qu'il est difficile de me montrer optimiste, mais j'ai toujours été un battant. Je me battrai donc encore afin de reprendre ma place le plus vite possible. » Malgré une situation en club difficile, il a été crucial lors des qualifications. Son sélectionneur national Vladimir Petkovic a quant à lui parlé d'un « coup dur et d'une grande perte pour l'équipe nationale et le HSV ».
Drmic revient sur la scène internationale lors de la Coupe du monde 2018 où il inscrit notamment un but face au Costa Rica sur une passe de Denis Zakaria. 
| #    | Date             | Stade                               | Adversaire | Résultat  | Score | Buts      | Compétition                             |
| ---- | ---------------- | ----------------------------------- | ---------- | --------- | ----- | --------- | --------------------------------------- |
| 1. 2 | 5 mars 2014      | AFG Arena, Suisse                   | Croatie    | Match nul | 2-2   | 34e · 41e | Match international                     |
| 3.   | 30 mai 2014      | Swissporarena, Suisse               | Jamaïque   | Victoire  | 1-0   | 84e       | Match international                     |
| 4.   | 18 novembre 2014 | Cleveland Stadium, Pologne          | Pologne    | Match nul | 2-2   | 4e        | Match international                     |
| 5.   | 14 juin 2015     | LFF Stadium, Lituanie               | Lituanie   | Victoire  | 2-1   | 69e       | Éliminatoires de l'Euro 2016            |
| 6. 7 | 5 septembre 2015 | Parc Saint-Jacques, Suisse          | Slovénie   | Victoire  | 3-2   | 80e · 94e | Éliminatoires de l'Euro 2016            |
| 8.   | 13 novembre 2015 | Anton Malatinsky Stadion, Slovaquie | Slovaquie  | Défaite   | 2-3   | 67e       | Match international                     |
| 9.   | 25 mars 2017     | Stade de Genève, Suisse             | Lettonie   | Victoire  | 1-0   | 66e       | Éliminatoires de la Coupe du monde 2018 |
| 10.  | 27 juin 2018     | Stade de Nijni Novgorod, Russie     | Costa Rica | Nul       | 2-2   | 88e       | Coupe du monde 2018                     |

## Statistiques
| Saison                | Club                  | Championnat           | Championnat | Championnat | Championnat | Coupe(s) nationale(s) | Coupe(s) nationale(s) | Coupe(s) nationale(s) | Compétition(s) continentale(s) | Compétition(s) continentale(s) | Compétition(s) continentale(s) | Compétition(s) continentale(s) | Total | Total | Total |
| Saison                | Club                  | Division              | M.          | B.          | P.d.        | M.                    | B.                    | P.d.                  | Comp.                          | M.                             | B.                             | P.d.                           | M.    | B.    | P.d.  |
| 2009–2010             | FC Zurich             | Super League          | 4           | 0           | -           | -                     | -                     | -                     | -                              | -                              | -                              | -                              | 4     | 0     | 0     |
| 2010–2011             | FC Zurich             | Super League          | 7           | 0           | 2           | -                     | -                     | -                     | -                              | -                              | -                              | -                              | 7     | 0     | 2     |
| 2011–2012             | FC Zurich             | Super League          | 20          | 5           | -           | 3                     | 3                     | 1                     | C3                             | 5                              | 0                              | -                              | 28    | 8     | 1     |
| 2012–2013             | FC Zurich             | Super League          | 31          | 13          | 6           | 4                     | 4                     | 2                     | -                              | -                              | -                              | -                              | 35    | 17    | 8     |
| Sous-total            | Sous-total            | Sous-total            | 62          | 18          | 8           | 7                     | 7                     | 3                     | -                              | 5                              | 0                              | 0                              | 74    | 25    | 11    |
| 2013–2014             | FC Nuremberg          | Bundesliga            | 33          | 17          | 3           | 1                     | 0                     | -                     | -                              | -                              | -                              | -                              | 34    | 17    | 3     |
| Sous-total            | Sous-total            | Sous-total            | 33          | 17          | 3           | 1                     | 0                     | -                     | -                              | -                              | -                              | -                              | 34    | 17    | 3     |
| 2014–2015             | Bayer Leverkusen      | Bundesliga            | 26          | 6           | 1           | 3                     | 0                     | -                     | C1                             | 9                              | 0                              | 0                              | 38    | 6     | 1     |
| Sous-total            | Sous-total            | Sous-total            | 26          | 6           | 1           | 3                     | 0                     | -                     | -                              | 9                              | 0                              | 0                              | 38    | 6     | 1     |
| 2015–2016             | Bor. M'gladbach       | Bundesliga            | 13          | 1           | 0           | 3                     | 0                     | 0                     | C1                             | 3                              | 0                              | 0                              | 19    | 1     | 0     |
| 2015–2016             | Hambourg SV (prêt)    | Bundesliga            | 6           | 1           | 0           | -                     | -                     | -                     | -                              | -                              | -                              | -                              | 6     | 1     | 0     |
| 2016–2017             | Bor. M'gladbach       | Bundesliga            | 12          | 0           | 2           | 1                     | 0                     | 0                     | C3                             | 3                              | 0                              | 2                              | 16    | 0     | 4     |
| 2017–2018             | Bor. M'gladbach       | Bundesliga            | 13          | 4           | 1           | 1                     | 0                     | 0                     | -                              | -                              | -                              | -                              | 14    | 4     | 1     |
| 2018–2019             | Bor. M'gladbach       | Bundesliga            | 5           | 2           | 0           | -                     | -                     | -                     | -                              | -                              | -                              | -                              | 5     | 2     | 0     |
| Sous-total            | Sous-total            | Sous-total            | 49          | 8           | 3           | 5                     | 0                     | 0                     | -                              | 6                              | 0                              | 2                              | 60    | 8     | 5     |
| 2019–2020             | Norwich City          | Premier League        | 21          | 1           | 0           | 3                     | 2                     | 0                     | -                              | -                              | -                              | -                              | 24    | 3     | 0     |
| 2020–2021             | HNK Rijeka (prêt)     | Prva Liga             | 16          | 6           | 2           | 2                     | 1                     | 0                     | -                              | -                              | -                              | -                              | 18    | 7     | 2     |
| 2021–2022             | HNK Rijeka (prêt)     | Prva Liga             | 11          | 11          | 2           | -                     | -                     | -                     | C4                             | 4                              | 1                              | 0                              | 15    | 12    | 2     |
| Sous-total            | Sous-total            | Sous-total            | 48          | 18          | 4           | 5                     | 3                     | 0                     | -                              | 4                              | 1                              | 0                              | 57    | 22    | 4     |
| Total sur la carrière | Total sur la carrière | Total sur la carrière | 218         | 67          | 19          | 21                    | 10                    | 3                     | -                              | 24                             | 1                              | 2                              | 263   | 78    | 24    |